# Pelle Svanslös (serial)
Pelle Svanslös este un film de animație din 1997. Este regizat de  Gösta Knutsson. Scenariul este scris de Gösta Knutsson.

## Actori
- Björn Kjellman - Pelle Svanslös
- Cecilia Ljung - Maja Gräddnos
- Christer Fant - Måns
- Leif Andrée - Bill
- Göran Thorell - Bull
- Brasse Brännström - Trisse
- Suzanne Ernrup - Gullan från Arkadien
- Jonas Uddenmyr - Murre från Skogstibble
- Lena-Pia Bernhardsson - Maja Gräddnos mamma
- Anna Norberg - Frida
- Lakke Magnusson - Fritz
- Jonathan Dehnisch - Fridolf
- Julia Dehnisch - Fridolfina
- Peter Harryson - Pettersson
- Ulla Akselson - Gammel-Maja
- Björn Granath - Konrad
- Lars Dejert - Tusse Batong
- Claes Månsson - Karl-Erik, kalkonen
- Henry Bronett - Taxen Max
- Reuben Sallmander - Frösö-Frasse
- Ecke Olsson - Ville med sillen
- Katarina Ewerlöf - Mirjam, societetskatt
- Fransesca Quartey - Monique, societetskatt
- Anders Beckman - Långe John
- Gösta Prüzelius - Berättaren